# Huis te Werf
Huis te Werf (ook: Huis te Werve, 's-Heer Hendriksburg of Slot van 's-Heer Hendrikskinderen) was een kasteel in het Nederlandse dorp 's-Heer Hendrikskinderen, provincie Zeeland. Het 13e-eeuwse kasteel is in 1803 afgebroken.

## Geschiedenis
Ambachtsheer Hendrik van Schenge begon rond het jaar 1200 met de bouw van een kerk. Hendrik overleed nog voordat de kerk gereed was, maar zijn kinderen zorgden ervoor dat de kerk werd voltooid. Ook maakten zij van de nederzetting bij de kerk een zelfstandige parochie die de naam 's-Heer Hendrikskinderen zou krijgen. Aanvankelijk bewoonden deze ambachtsheren Van Schenge even ten zuidoosten van de dorpskerk een mottekasteel: op een werf stond een houten kasteelachtig gebouw, onderaan de werf bevond zich het voorhof.
De werf werd vermoedelijk eind 13e eeuw door de familie Van Schenge verlaten. Zij lieten namelijk ten noorden van de kerk, tegen de zeedijk aan, een nieuw kasteel bouwen, ditmaal van steen.
De familie Van Schenge raakte echter al snel zijn bezittingen kwijt. Ze hadden zich na het overlijden van de Hollandse graaf Jan I in 1299 namelijk verzet tegen diens opvolger Jan van Avesnes. Als straf werd hun bezit - waaronder het kasteel - door de nieuwe graaf onteigend.
In 1331 waren het kasteel en het ambacht 's-Heer Hendrikskinderen in eigendom van Jan van Beaumont, zoon van graaf Jan van Avesnes. Het bezit van de oude werf met voorhof deelde hij met Wisse uten Poele.

### Ruychrok
In 1439 bleek Wolfert van der Maalstede met het ambacht beleend. Een jaar later verkocht hij het kasteel en ambacht echter aan Jan Ruychrok (1385-1473), een ambtenaar in dienst van de Bourgondiërs. Ruychrok was in 1427 begonnen als klerk van Philips van Borsele, maakte carrière in het hertogdom Bourgondië en wist op te klimmen tot de hoge adel. Het was hertog Philips van Bourgondië zelf die in 1444 de aankoop door Ruychrok van het ambacht 's-Heer Hendrikskinderen goedkeurde. Drie jaar later maakte de hertog het ambacht tot een onversterfelijk leen, zodat Ruychrok het aan zijn nazaten - zowel zonen als dochters - kon nalaten. Omdat Ruychrok in 1448 het Huis te Werve in Rijswijk had aangekocht, noemde hij zich sindsdien Jan Ruychrok van de Werve. Hij vestigde zich op zijn Rijswijkse kasteel, dicht bij zijn werkplek aan het Hof van Holland. Zijn tweede zoon, die eveneens Jan heette, zou hem als ambachtsman van 's-Heer Hendrikskinderen opvolgen en in het Zeeuwse kasteel gaan wonen. Dit kasteel werd voortaan ook Huis te Werf/Werve genoemd, net als het Rijswijkse slot.
Jan stierf in 1554 en werd opgevolgd door zijn zoon Joost Ruychrok van de Werve. Het ambacht 's-Heer Hendrikskinderen werd door Joost verkocht of overgedragen aan Cornelis Gilisse Brouwer van Watervliet, maar het kasteel bleef in bezit van de familie Ruychrok van de Werve. Na de dood van Joost in 1602 bleven zijn nazaten dan ook op het kasteel wonen. Zijn dochter Catharina was getrouwd met Pieter van Schuylen en kreeg een zoon Cornelis, terwijl Joost's zoon Tobias (overleden in 1647) een dochter kreeg met de naam Johanna. Toen Catharina in 1642 overleed werden de bezittingen verdeeld: Cornelis van Schuylen kreeg de inboedel van het kasteel toegewezen, maar het kasteel kwam in handen van Robbrecht van Schilperoort, die was getrouwd met Tobias' dochter Johanna.

### Buitenplaats
Na de dood van Robbrecht van Schilperoort in 1664 liet weduwe Johanna in 1685 per testament het kasteel na aan hun jongste zoon, eveneens Robbrecht (1645-1719) geheten. Deze zoon liet het middeleeuwse kasteel verbouwen tot een buitenplaats. Deze verbouwing zal na 1689 hebben plaatsgevonden. De historicus Mattheus Smallegange bezocht eind 17e eeuw het kasteel en gaf een positieve beschrijving van de schoonheid van het slot en de omliggende tuinen.
Robbrecht liet na zijn dood in 1719 zijn bezittingen na aan zijn dochter Johanna, die was getrouwd met de notaris Hermis de Waijer.

### Onduidelijke eigendomsverhoudingen
Hermis de Waijer zal vóór 1730 zijn overleden. Het is niet geheel duidelijk wat er na zijn dood met het eigendom van het kasteel gebeurde. Zo meldt een toelichting bij een eigentijdse tekening van het slot dat Hermis' dochter Petronella Roberdina in 1741 de eigenaresse was. Een andere bron meldt echter dat Margrieta Maria van Melle vanaf 1734 het kasteel bewoonde, samen met haar tweede echtgenoot dominee Abraham van Velsen; Margrieta zou tot haar dood in 1766 op het kasteel hebben gewoond. Tot slot is er een bron uit 1751 die een niet nader genoemde 'andere heer' als eigenaar vermeldt. In ieder geval was een groot deel van de grond die in de 17e eeuw nog bij het kasteel hoorde, in de 18e eeuw in handen van andere partijen terecht gekomen, waaronder Pieter de Vroe.

### Herberg en sloop
Nog vóór 1773 werd het kasteel tot een herberg verbouwd.
In 1798 werden in Goes de bezittingen van de overleden Jakob de Vroe geveild, waaronder leenland en de helft van het kasteel. De rest van de grond en de andere helft van het kasteel leken in bezit te zijn van Cornelis en Jacob Vervenne.
Cornelis Vervenne bood in 1799 zijn grond bij het kasteel aan ter verkoop. In 1803 liet hij zelfs het gehele kasteel publiekelijk veilen, op voorwaarde dat het slot volledig moest zijn afgebroken vóór 3 augustus 1804. Isaak de Broekert kocht het kasteel, maar kwam al snel in conflict met Sebastiaan Vadde, de herbergier die in 1802 het kasteel voor de duur van één jaar had gehuurd van Cornelis Vervenne. Vadde wilde het kasteel niet verlaten en daagde Vervenne voor het Departementaal Gerechtshof van Zeeland, maar kreeg geen gelijk. Vervenne verzocht nu de schout en schepenen om Vadde uit het kasteel te zetten. Het kwam tot een zitting voor de vierschaar van 's-Heer Hendrikskinderen. Omdat er geen officieel contract bleek te zijn voor een tweede huurtermijn, moest Vadde alsnog het kasteel ontruimen. De Broekert ging nu over tot het sloopwerk.
In 1964 is bij archeologisch onderzoek een deel van de slotgracht, buitenmuur en fundering ontdekt. In 2014 is bij rioolwerkzaamheden een muurdeel van de toegangspoort aangetroffen.

## Beschrijving
De omgrachte werf met voorhof stond ten zuidoosten van de dorpskerk en werd bewoond door de ambachtsheren Van Schenge. Op de werf zal een kasteelachtig, houten gebouw hebben gestaan of een versterkte hoeve. Nadat de eigenaren eind 13e eeuw een nieuw, stenen kasteel ten noorden van de kerk hadden gebouwd, bleef de verlaten heuvel nog lange tijd zichtbaar in het landschap. De bevolking zou er de naam Poelberg aan geven. In 1834 had de werf nog een hoogte van 7,25 meter. Uiteindelijk werd in 1875 de gehele werf afgegraven.

### 13e-eeuws kasteel
Het vierkante kasteel Huis te Werf werd gebouwd eind 13e eeuw en had een afmeting van 37 bij 32 meter, met een slotgracht van 10 meter breed. Aan de noordwestzijde was een grote woonvleugel aanwezig, terwijl de andere vleugels bestonden uit kleinere bijgebouwen. Op de oostelijke hoek stond een toren. Er waren twee traptorens: een op de binnenplaats in de oksel van de woonvleugel en de zuidwestvleugel, en een aan de buitenzijde, op het eind van de woonvleugel. De toegang tot het kasteel bevond zich op de zuidhoek in het poortgebouw met arkeltorentjes en was bereikbaar via een houten brug. Onder het kasteel bevonden zich de kelders.

### Naamgeving
Voor het kasteel bestaan meerdere benamingen. De varianten met Hendrik verwijzen naar de 13e-eeuwse heer Hendrik van Schenge, terwijl Huis te Werf/Werve verwijst naar de 15e-/16e-eeuwse eigenaren Ruychrok van de Werve, die zich op hun beurt vernoemd hadden naar het Rijswijkse slot Huis te Werf.

## Afbeeldingen

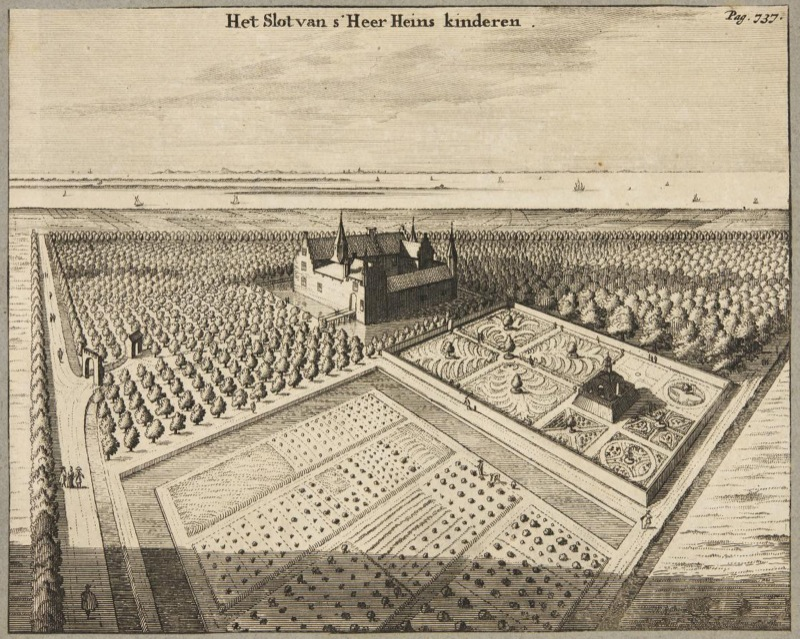
Het kasteel met tuinen in 1696, door Mattheus Smallegange.
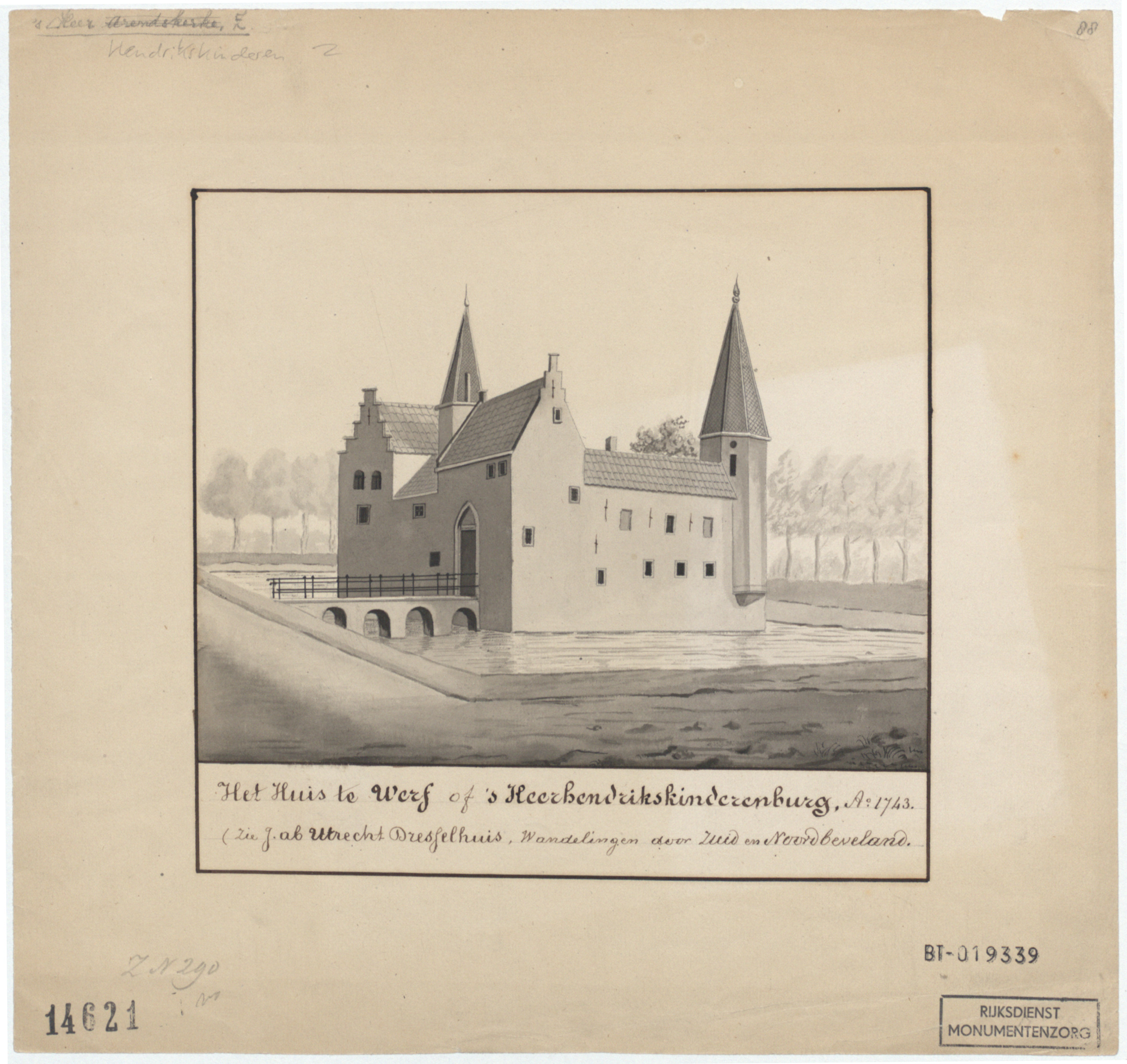
Huis te Werf
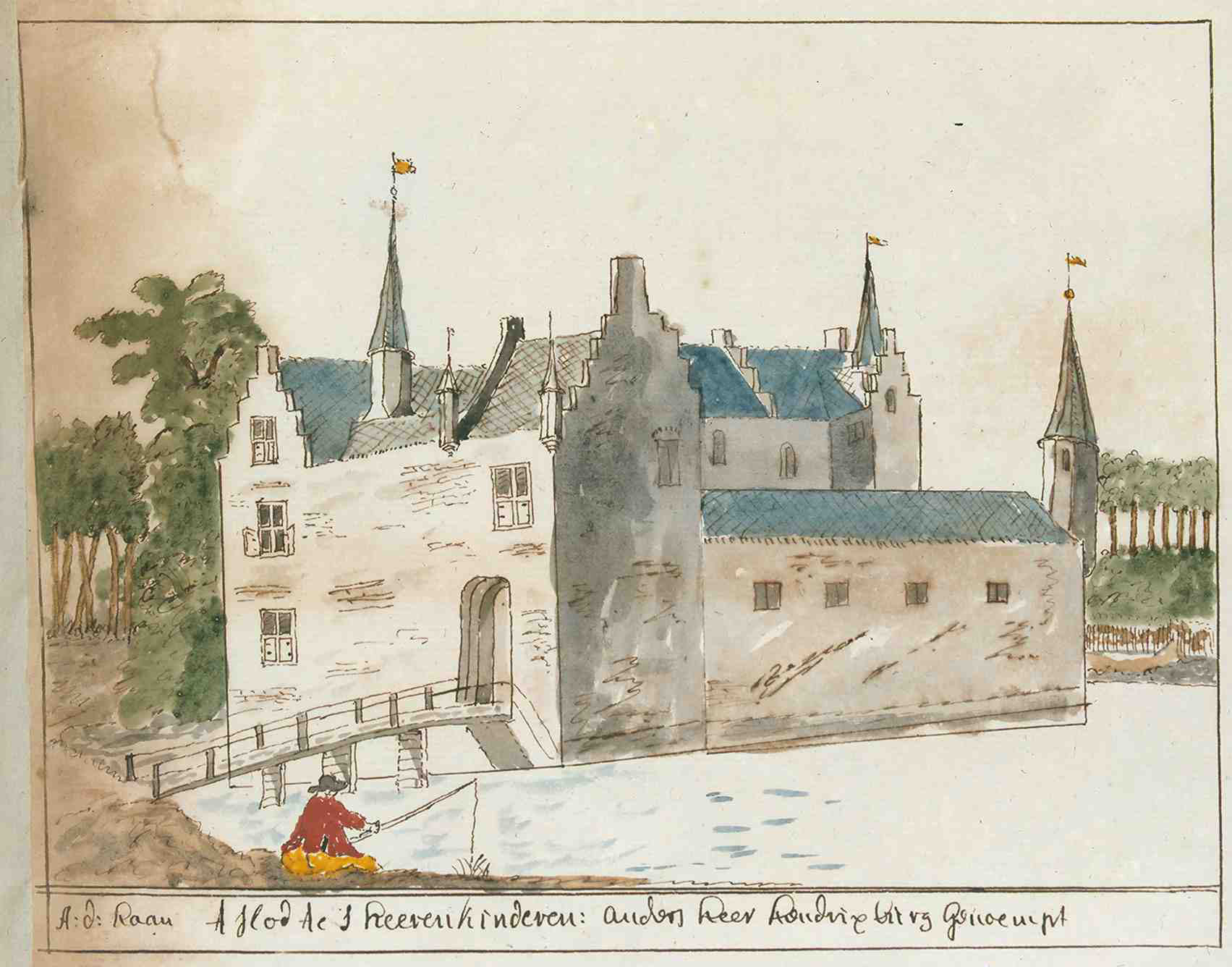
Het kasteel in de Atlas Schoemaker (1710-1735)

Aldegonde · Kasteel van Axel · Baarland · Baarsdorp · Barbestein · Biervliet · Bieweg · Blodenburg · Huis der Boede · Brijdorpe · Bruëlis · 't Burchtje · Burggravensteen · Buttinge · Coxijde · Crayenstein · Duinbeek · Duivelsberg · Ellewoutsdijk · Filippenburg · Geersdijk · Gistellis · Gravenhof · Slot Haamstede · Kasteel Hellenburg · Herkestein · Heuvelsweg · Hoge Huis · Ter Hooge · Hoogkamer · Kats · Kind van Trente · Kleverskerke · Kortgene · Kreke · Kruiningen · Laterdale · Lodijke · Maalstede (Hulst) · Maalstede (Kapelle) · Magdalon · Hof Ter Moere · Moermond · Te Mortiere · Muiden · Hof ter Nisse (Nisse) · Hof ter Nisse (Ossenisse) · Oostende · Oostende (Goes) · Oosterstein · Poelvoorde · Poortvliet · Popkensburg · De Pottere · Poucques · Pronkenburg · Ravenstein · Saeftingher Slot · Kasteel van Sint-Maartensdijk · Schengen · Sluis · Smallegange · Stavenisse · Tolhuis van Iersekeroord · Huus ter Tolne · Torenberg · Torenhoeve · Toren van Bourgondië · Troye · Valkenisse · Vinninghen · Vlissingen · Voorhoute · Waarde · Watervliet · Weldamme · Welland · Huis te Werf · Te Werve · Westenschouwen · Westhove · Westkerke · Windenburg · Zandenburg · Zwanenburg